# ريتشارد إل. ماير
ريتشارد إل. ماير (بالإنجليزية: Richard L. Meier)‏ هو مخطط حضري ومهندس المناظر الطبيعية أمريكي، ولد في 16 مايو 1920، وتوفي في 26 فبراير 2007.